# Karwitz
Karwitz ist eine Gemeinde im Landkreis Lüchow-Dannenberg in Niedersachsen und Teil der Samtgemeinde Elbtalaue mit Sitz in Dannenberg.

## Geografie

### Geografische Lage
Karwitz liegt westlich der Stadt Dannenberg (Elbe) in die Moränenlandschaft des Drawehn eingebettet; dabei erhebt sich das Gemeindegebiet zwischen 32 m und 110 m Höhe über NN.

### Gemeindegliederung
Die Gemeinde Karwitz besteht seit der Gemeindegebietsreform von 1972 aus den nachfolgend aufgelisteten sieben Ortsteilen. Zusätzlich existieren die fünf Wohnplätze Alt-Pudripp, Bahnhof Karwitz, Hof Lebbien, Mühle Thunpadel und Zieleitz. Die ehemalige Waldsiedlung Parpar ist seit der Aufgabe in den 1970er Jahren eine Wüstung.
- Dragahn
- Gamehlen
- Karwitz
- Lenzen (Hauptort der Gemeinde)
- Nausen
- Thunpadel
- Pudripp

Wohnplätze:
- Alt Pudripp
- Bahnhof Karwitz
- Lebbien
- Mühle Thunpadel
- Zieleitz

Vor 1972 gehörten Bahnhof Karwitz, Hof Lebbien, Mühle Thunpadel und Gamehlen zur Gemeinde Thunpadel; Alt-Pudripp zu Pudripp sowie Dragahn, Lenzen, Nausen und Zieleitz zur Gemeinde Karwitz.

## Geschichte

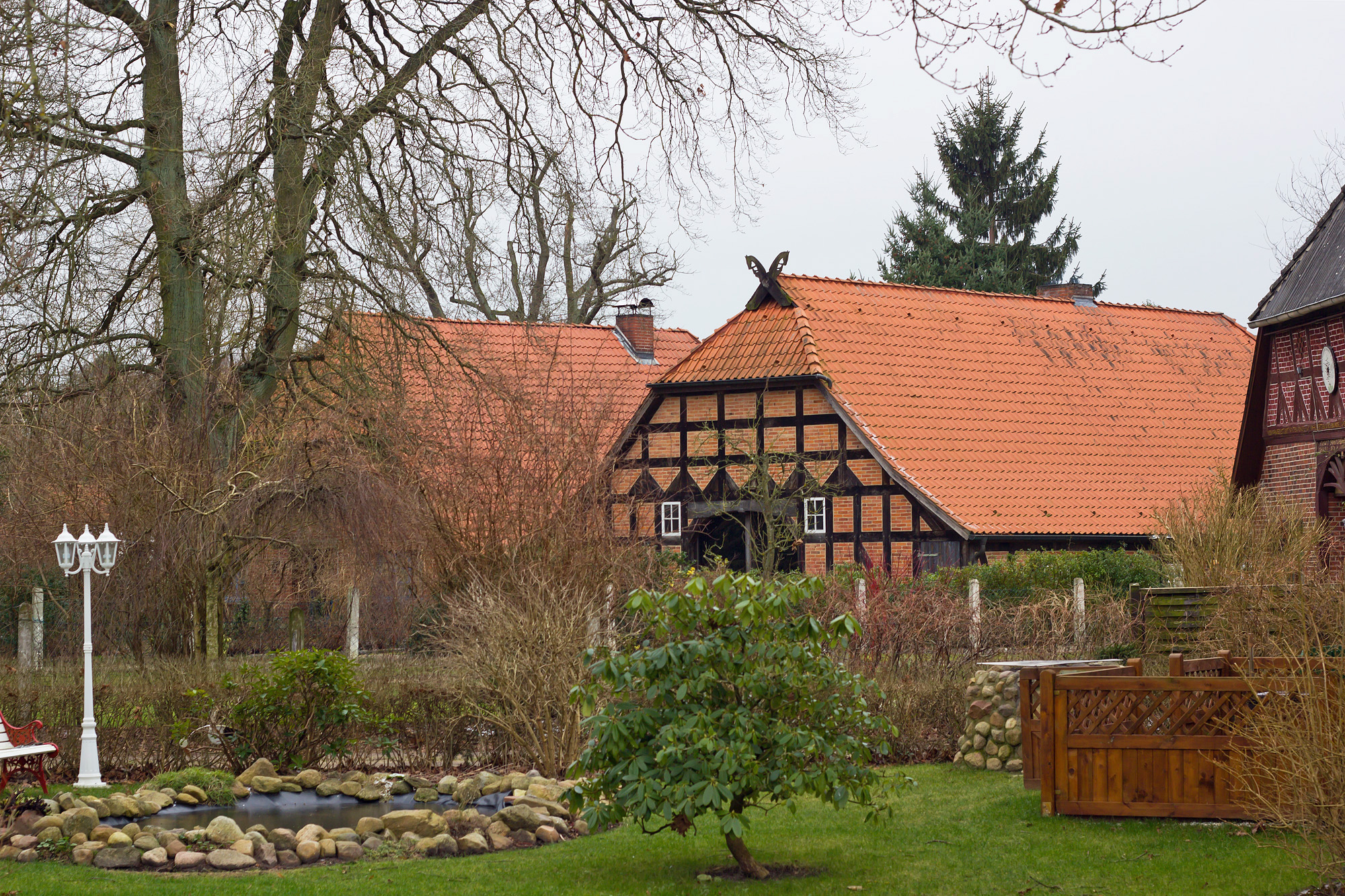
Modernisierte Hallenhäuser im alten Dorfkern von Karwitz

### Eingemeindungen
Am 1. Juli 1972 wurden die Gemeinden Pudripp und Thunpadel eingegliedert.

## Politik
Die Gemeinde Karwitz gehört zum Landtagswahlkreis 48 Elbe und zum Bundestagswahlkreis 38 Lüchow-Dannenberg – Lüneburg.

### Gemeinderat
Der Rat der Gemeinde Karwitz setzt sich aus neun Mitgliedern zusammen Die Ratsmitglieder werden durch eine Kommunalwahl für jeweils fünf Jahre gewählt.

Bei der Kommunalwahl 2021 ergab sich folgende Sitzverteilung:
| Gemeinderat 2021Insgesamt 9 Sitze - SPD: 2 - Grüne: 1 - SOLi: 2 - CDU: 4 |

Vorherige Sitzverteilungen:
| Wahljahr | CDU                                                 | GLW | SPD | Grüne | Gesamt  |
| 2006     | 5                                                   | 2   | 1   | 1     | 9 Sitze |
|          | _________________________ GLW: Grüne Liste Wendland |     |     |       |         |

### Bürgermeister
Der Bürgermeister der Gemeinde Karwitz ist Horst Harms von der CDU (wiedergewählt am 14. November 2006).

## Kultur und Sehenswürdigkeiten

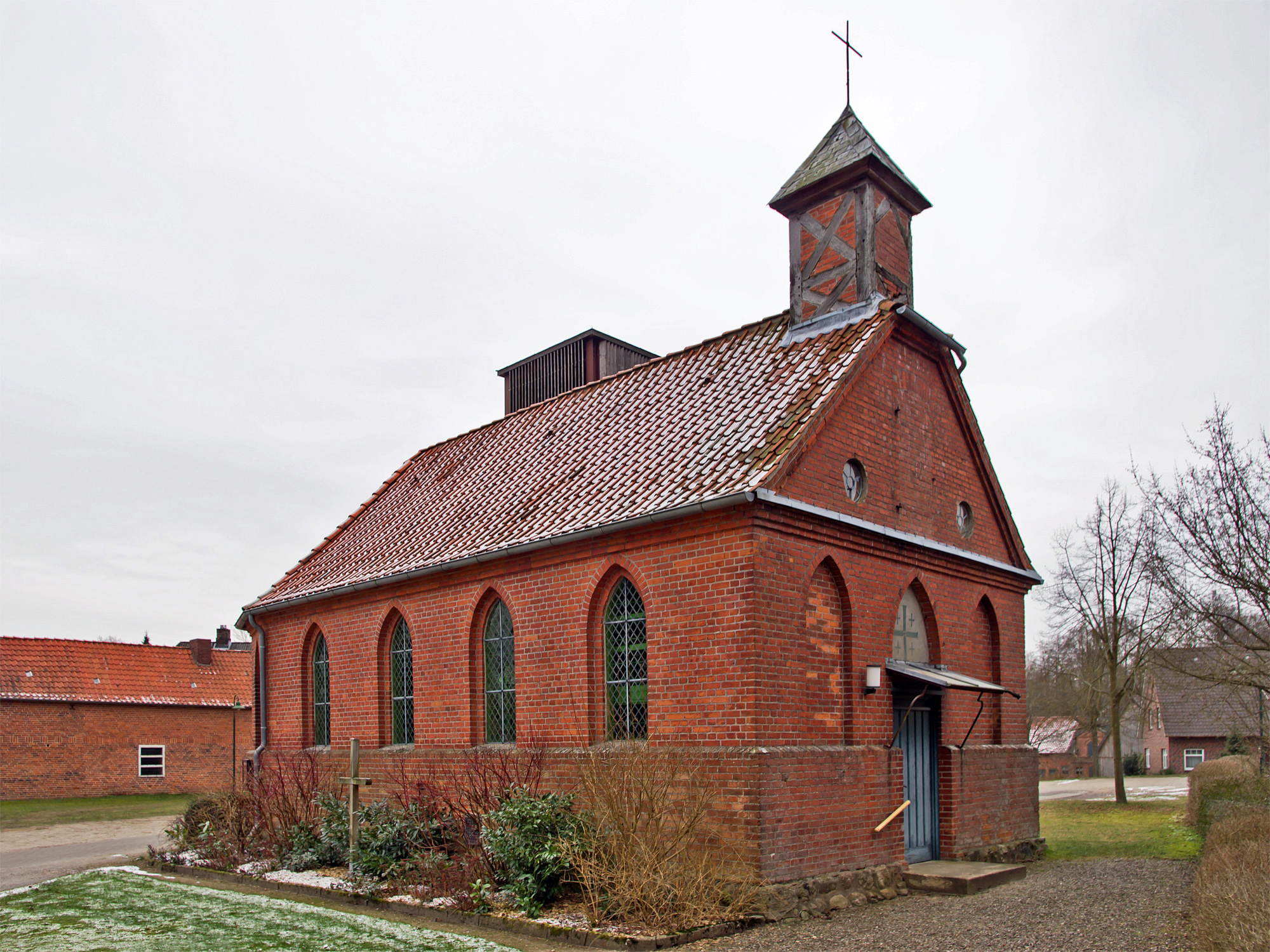
Kapelle im Ortsteil Lenzen

In der Liste der Baudenkmale in Karwitz stehen alle Baudenkmale der Gemeinde Karwitz. In der Liste der Bodendenkmale in Karwitz finden sich alle Bodendenkmale.

## Wirtschaft und Infrastruktur

### Verkehr

#### Straßenverkehr
Die B 191 Uelzen–Dannenberg führt durch die Ortsteile Pudripp und Karwitz und stellt die Verkehrsanbindung an das Grundzentrum Dannenberg sowie an das Mittelzentrum Uelzen sicher.

#### Schienenverkehr
Die durch das Gemeindegebiet führende Bahnstrecke Uelzen–Dannenberg ist stillgelegt. Der ehemalige Bahnhof Karwitz liegt etwa 2 km südöstlich des Hauptortes. Ungefähr fünf Kilometer westlich des Hauptortes im Ortsteil Pudripp befindet sich der ehemalige Bahnhof Pudripp.